# Церковь Николая Чудотворца (Аксиньино)
Церковь Николая Чудотворца — приходской храм Одинцовского благочиния Московской епархии Русской православной церкви в селе Аксиньино Одинцовского городского округа Московской области.

## История
Никольский храм в селе Аксиньино (Никольское) упоминается в исторических источниках с XV века, когда село принадлежало московским митрополитам. В начале XVII века храм сгорел, был восстановлен в 1629 году. Нынешнее здание построено в 1865—1874 годах в традициях русского храмового зодчества XVII века, предположительно, по проекту архитектора Владислава Грудзина.
В конце XVII века храм являлся подворьем Саввино-Сторожевского монастыря. Согласно преданию, здесь нередко останавливался и посещал обитель царь Алексей Михайлович. С XVIII века Никольский храм числился приходским.
В 1937 году церковь была закрыта, получила значительные повреждения. Служивший с 1904 по 1931 год  священником в храме протоиерей Георгий Колоколов 9 декабря 1937 года был расстрелян на Бутовском полигоне, прославлен как священномученик на юбилейном Архиерейском соборе 2000 года.
Церковь возрождена в 1990 году, здание отреставрировано.

## Архитектура
Одноглавая церковь в русском стиле с трапезной и шатровой колокольней. Главный престол — во имя Николая Чудотворца, в трапезной — Троицкий и Покровский приделы.